# Distretto di Río Grande (Arequipa)
Il distretto di Río Grande è uno degli otto distretti della provincia di Condesuyos, in Perù. Si trova nella regione di Arequipa e si estende su una superficie di 527,48 chilometri quadrati.

Istituito il 23 aprile 1965, ha per capitale la città di Iquipi; al censimento 2005 contava 3.885 abitanti.